# Szyb Krystyna
Wieża wyciągowa szybu Krystyna (do 1945 roku niem. Förderturm Kaiser-Wilhelm-Schacht) – murowana, oparta na konstrukcji stalowej wieża wyciągowa szybu Krystyna zlikwidowanej Kopalni Węgla Kamiennego Szombierki z 1929 roku w Bytomiu-Szombierkach, wpisana do rejestru zabytków nieruchomych województwa śląskiego .

## Historia
Dwuprzedziałowy wydobywczy szyb Kaiser Wilhelm powstał w latach 1870–1873 na potrzeby wówczas nowej kopalni węgla kamiennego Hohenzollern, która rozpoczęła wydobycie w 1873 roku . Szyb został pogłębiony do 210 metrów w 1917, w 1920 roku sięgnął 340 metrów, a w 1928 jego głębokość wynosiła 510 metrów. Pierwotnie wieża wyciągowa szybu była murowaną ośmiobocznym budynkiem z cegły, miała wysokość około 17 metrów. Była obsługiwana przez dwie maszyny parowe, określone już w 1928 roku jako dość stare; pomimo przestarzałego sprzętu udawało się osiągnąć wydobycie na poziomie 6000–8000 ton urobku dziennie. W celu zwiększenia efektywności wydobycia zarząd kopalni postanowił całkowicie przebudować budynek wieży szybowej i zlikwidować stare maszyny parowe, zastępując je elektrycznymi.
Teren wokół szybu możliwy do wykorzystania pod budowę nowej wieży wyciągowej był mocno ograniczony przez inne zabudowania kopalniane. Wpłynęło to na wybór w 1927 roku stali zamiast np. żelbetu (zastrzały zajęłyby zbyt wiele miejsca i wymagałyby większych fundamentów) jako materiału do wykonania konstrukcji nośnej nowej wieży. Stal została wybrana również ze względów ekonomicznych. Architektem został inż. Becker z Gliwic.
Fundamenty o powierzchni 72,7 m² i przeciętnej grubości 3,40 metra (miejscami do 6 metrów) z betonu ubijanego zostały położone zimą 1927/1928 przez bytomską firmę Kaller & Stachnik. Stawianie ryglowanej nitowanej konstrukcji stalowej według projektu firmy B. Walter, Gesellschaft für Ingenieurbau m. b. H. z Gliwic rozpoczęto w maju 1928 roku. Fasada wykonana z cegły klinkierowej pochodzącej z kopalnianej cegielni została wykonana przez firmę P. Stasch z Bytomia-Karbu. Budowę wieży zakończono w 1929 roku , po 1 kwietnia. Konstrukcję nośną o masie około 1300 ton wykonała firma Schüchtermann & KremerBaum A.-G. w Herne ze stali St 37. Elektryczne maszyny wyciągowe zostały wyprodukowane przez Brown, Boveri & Cie. A.-G. w Mannheim i Hutę Donnersmarcka z Zabrza. Urządzenia sygnałowe wykonała firma Siemens & Halske.
W 1945 roku kopalnia została znacjonalizowana i przemianowana na KWK Szombierki . Po likwidacji kopalni Szombierki rozebrano część obiektów w 2000 roku , pozostawiono wieżę wyciągową szybu Ewa oraz budynek wieży wyciągowej szybu Krystyna. Został on wpisany do rejestru zabytków nieruchomych województwa śląskiego w 2004 roku. Przy szybach znajduje się duży podziemny schron przeciwlotniczy, który wpisano do gminnej ewidencji zabytków Bytomia w 2020 roku.
W 2008 roku właścicielem wieży zostało przedsiębiorstwo Armada Development SA , której właścicielem jest Michał Goli. Planował on przekształcić wieżę według projektu bytomskich architektów z pracowni Medusa Group. Obiekt miał być zaadaptowany na cele edukacyjno-rozrywkowe, miał powstać hotel i restauracja z punktem widokowym. Na remont wieży planowano także pozyskać fundusze z Unii Europejskiej dla projektu „Centrum edukacyjno-naukowe Kopalnia Wiedzy”. W 2021 roku wieża szybu Krystyna wraz z otoczeniem została wystawiona na sprzedaż za 3,9 mln zł.

## Architektura
Basztowa wieża przypominająca młot górniczy  jest złożona z prostopadłościennych brył trzonu i głowicy.
Symetryczny budynek zbudowano na planie prostokąta, został przekryty dwuspadowym dachem o niewielkim nachyleniu połaci, osadzony na stalowej konstrukcji.
Stalowa konstrukcja wieży wyciągowej jest niewidoczna z zewnątrz, bowiem fasada została wymurowana z nietynkowanej cegły klinkierowej. Ambitny charakter konstrukcji nowej wieży w zamyśle twórców miał podkreślać układ pionowych linii, w jakie układają się pasy okien (po jednym na węższej części trzonu i po dwóch na szerszej) flankowane lizenami, a na głowicy zaakcentowane ryzalitem.

### Wyposażenie
W górnej części wieży znajdują się podlegające ochronie, zabytkowe pozostałości dwóch elektrycznych maszyn wyciągowych:
- maszyna wyciągowa przedziału zachodniego z 1928 roku[8] – z tarczą typu Koepe o średnicy 6,5 m[4]
- maszyna wyciągowa przedziału wschodniego z 1933 roku[8] – z tarczą typu Koepe o średnicy 7 m[4]

Podzespoły mechaniczne wyprodukowała firma Vereinigte Oberschlesische Hüttenwerke AG, zaś elektryczne – Brown Boveri & Cie AG Mannheim. Obie maszyny były zasilane w układzie Leonarda.
Ponadto w wieży znajdowały się: suwnica o udźwigu 30000 kg oraz winda .

## Galeria

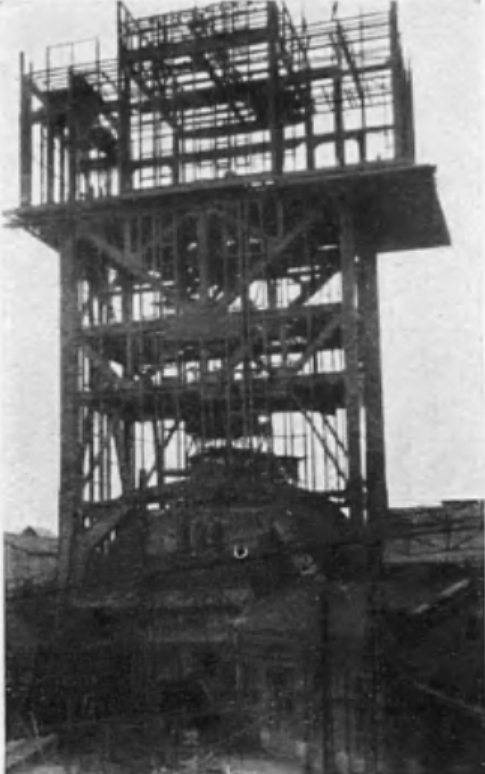
Wieża podczas budowy
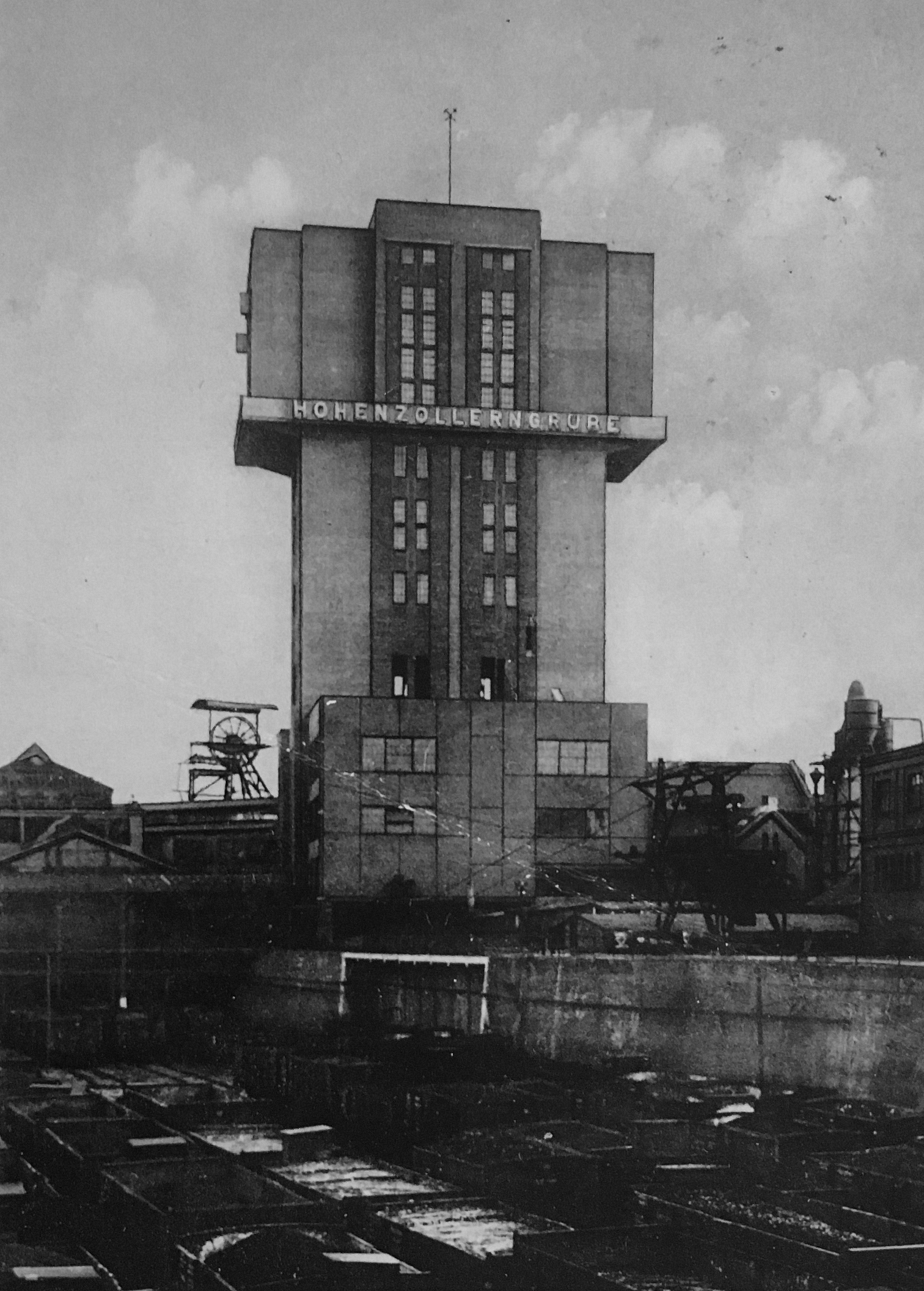
Wieża przed II wojną światową, z lewej widoczna wieża szybu Kaiser Friedrich
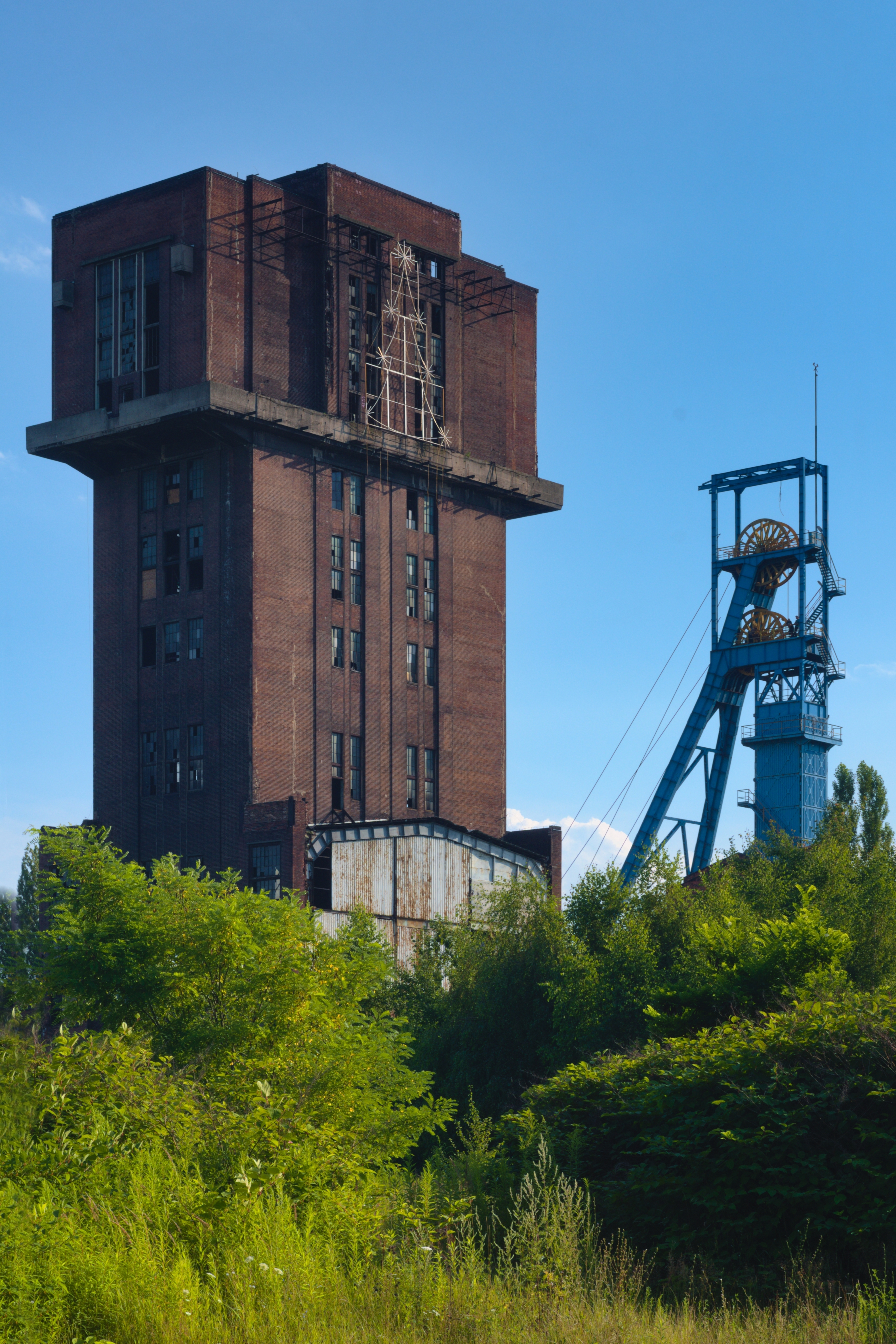
Wieże szybów Krystyna i Ewa widziane z północnego wschodu (2020)
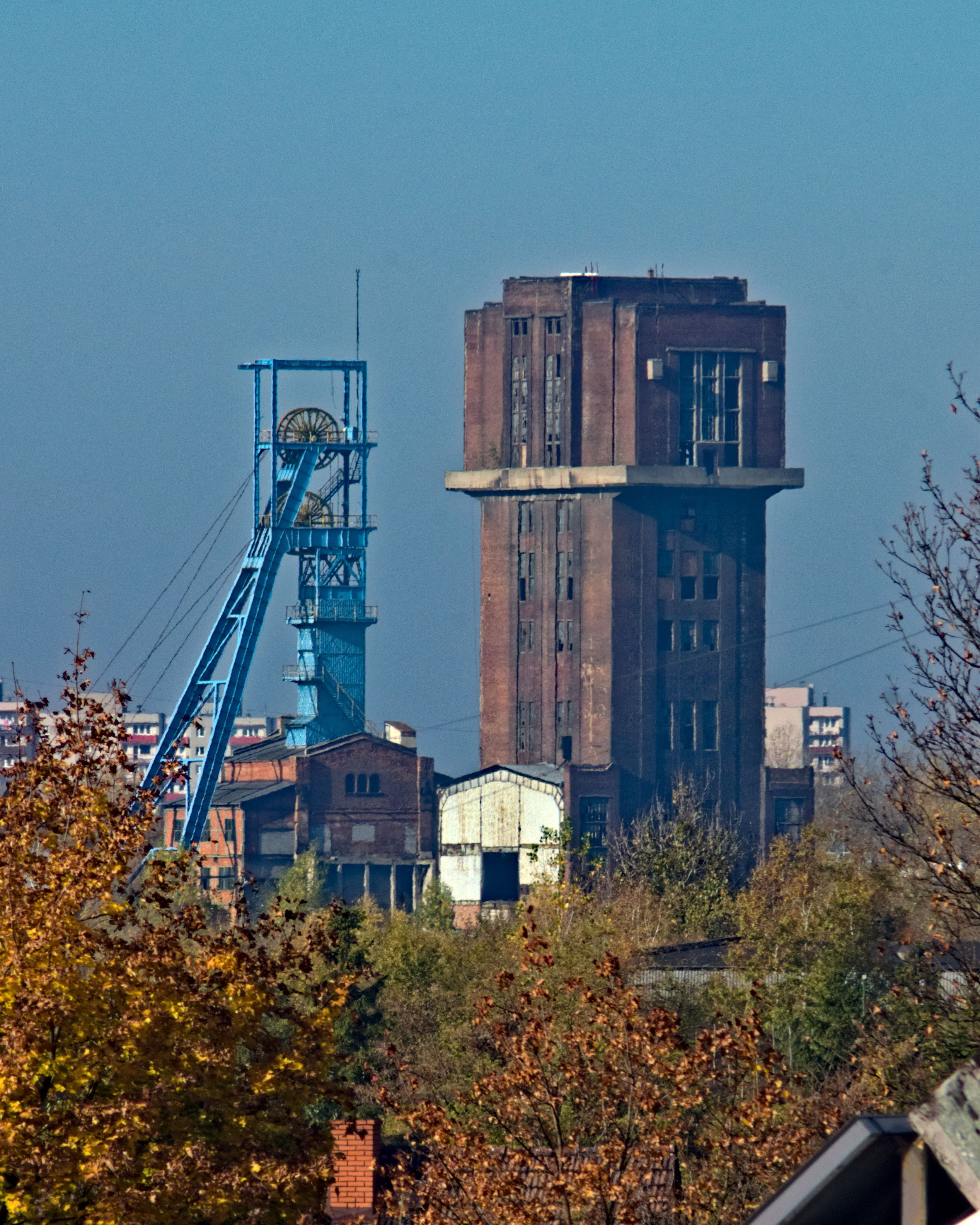
Wieże szybów Krystyna i Ewa widziane z południowego wschodu (2019)
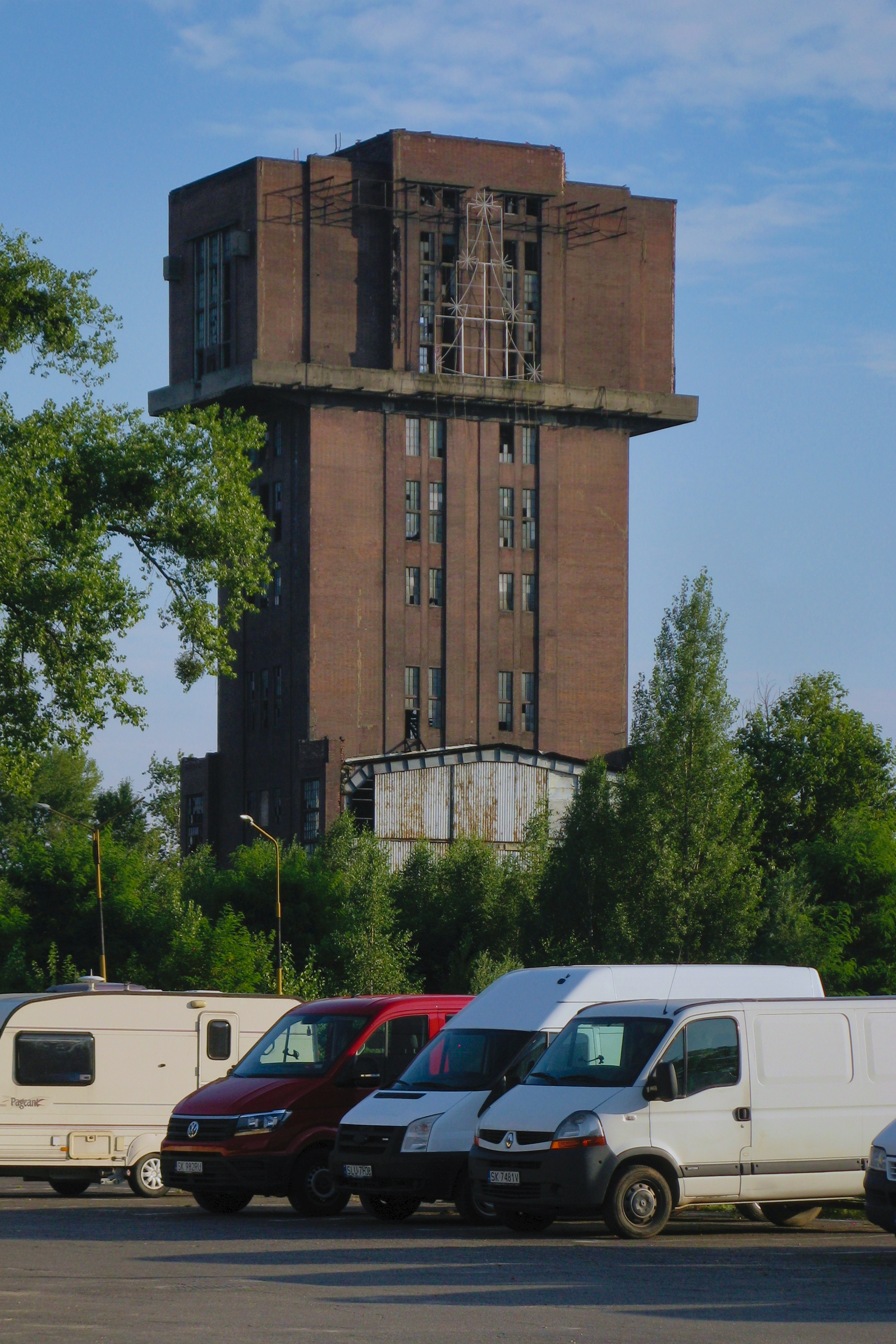
Widok od północnego wschodu z dawnego stadionu Szombierek Bytom (2020)
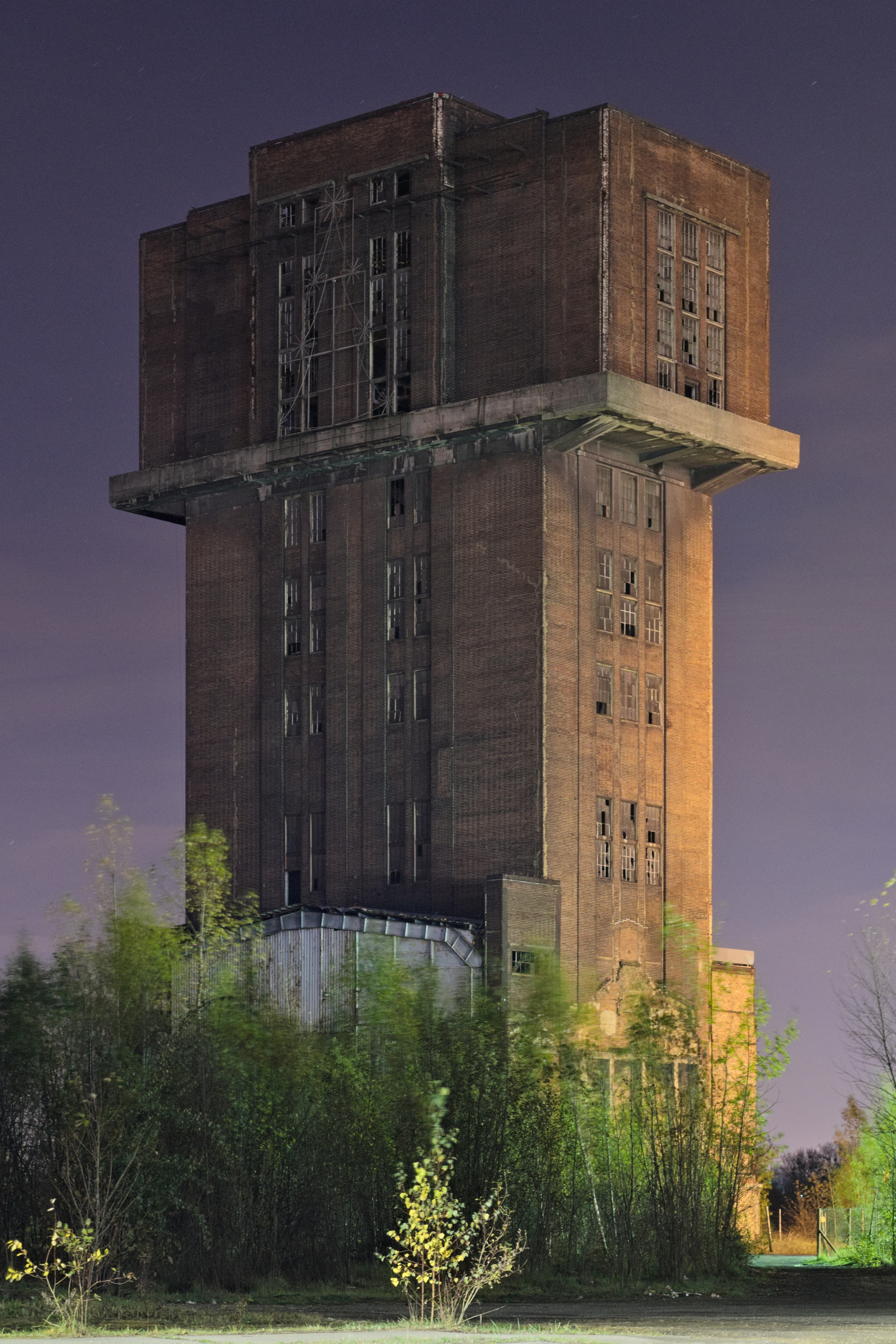
Wieża nocą, widok z północnego zachodu (2019)
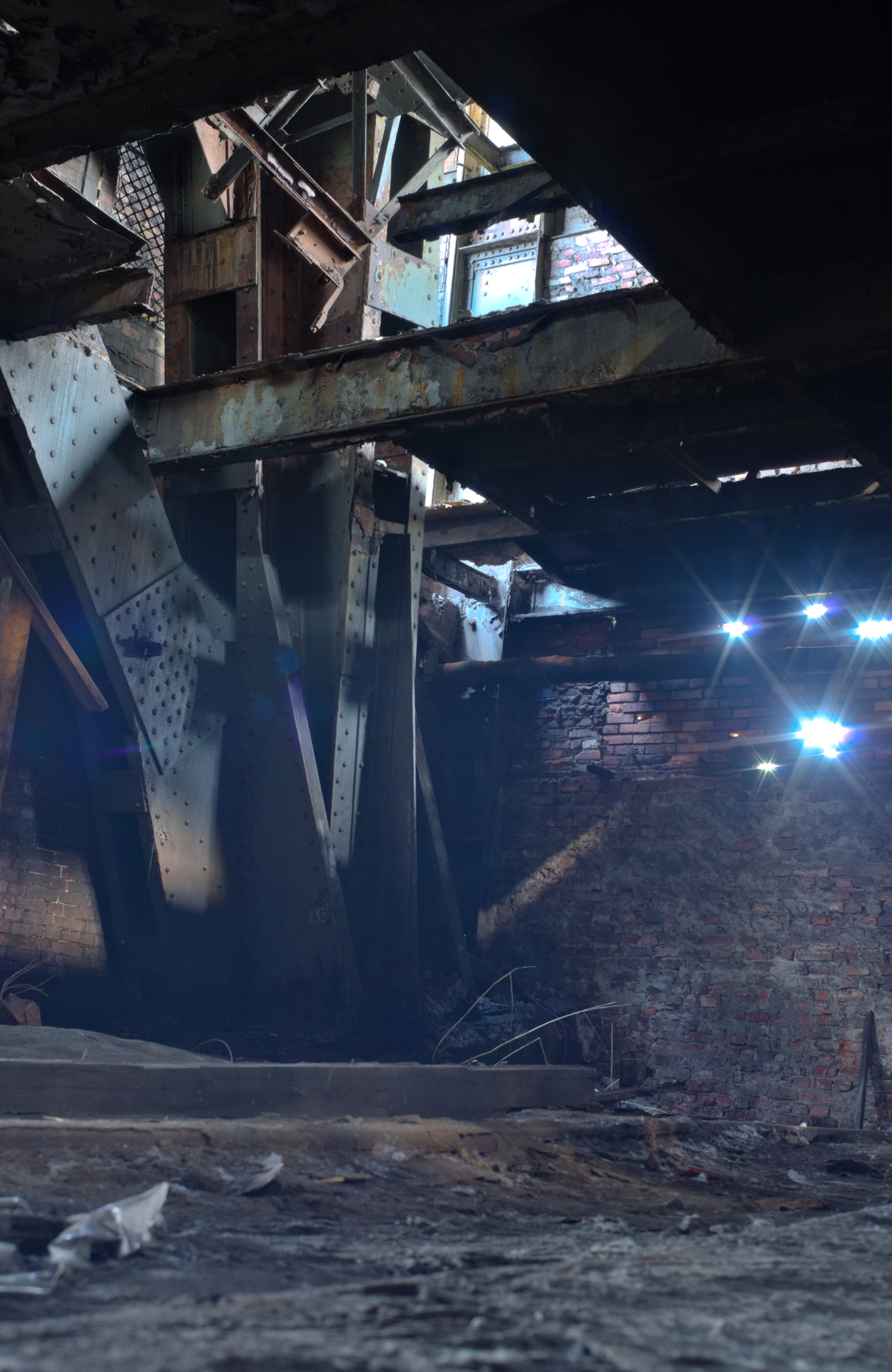
Stalowa konstrukcja wewnętrzna wieży przy poziomie gruntu (2020)
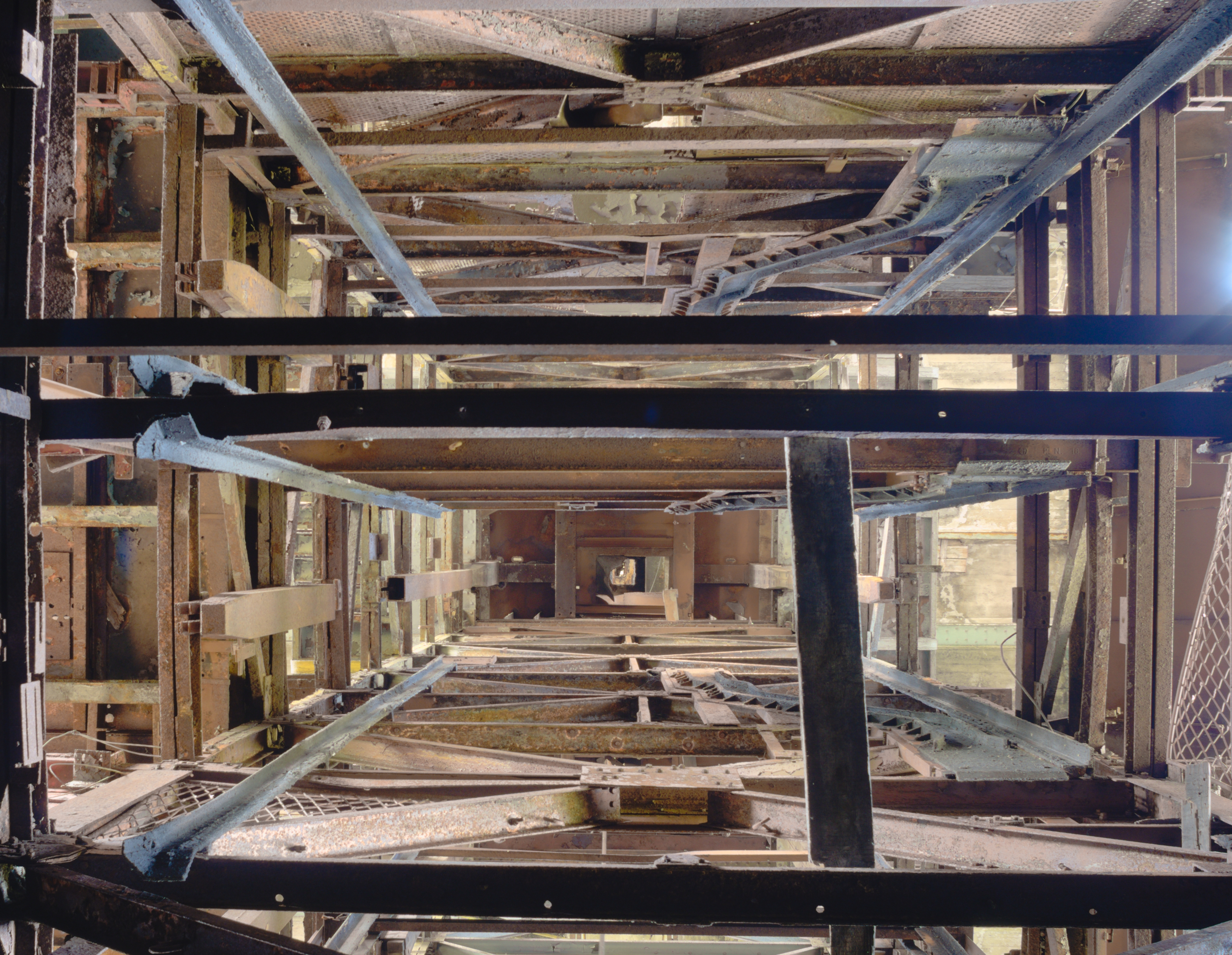
Dwuprzedziałowy trzon prowadniczy, widok od dołu (2020)
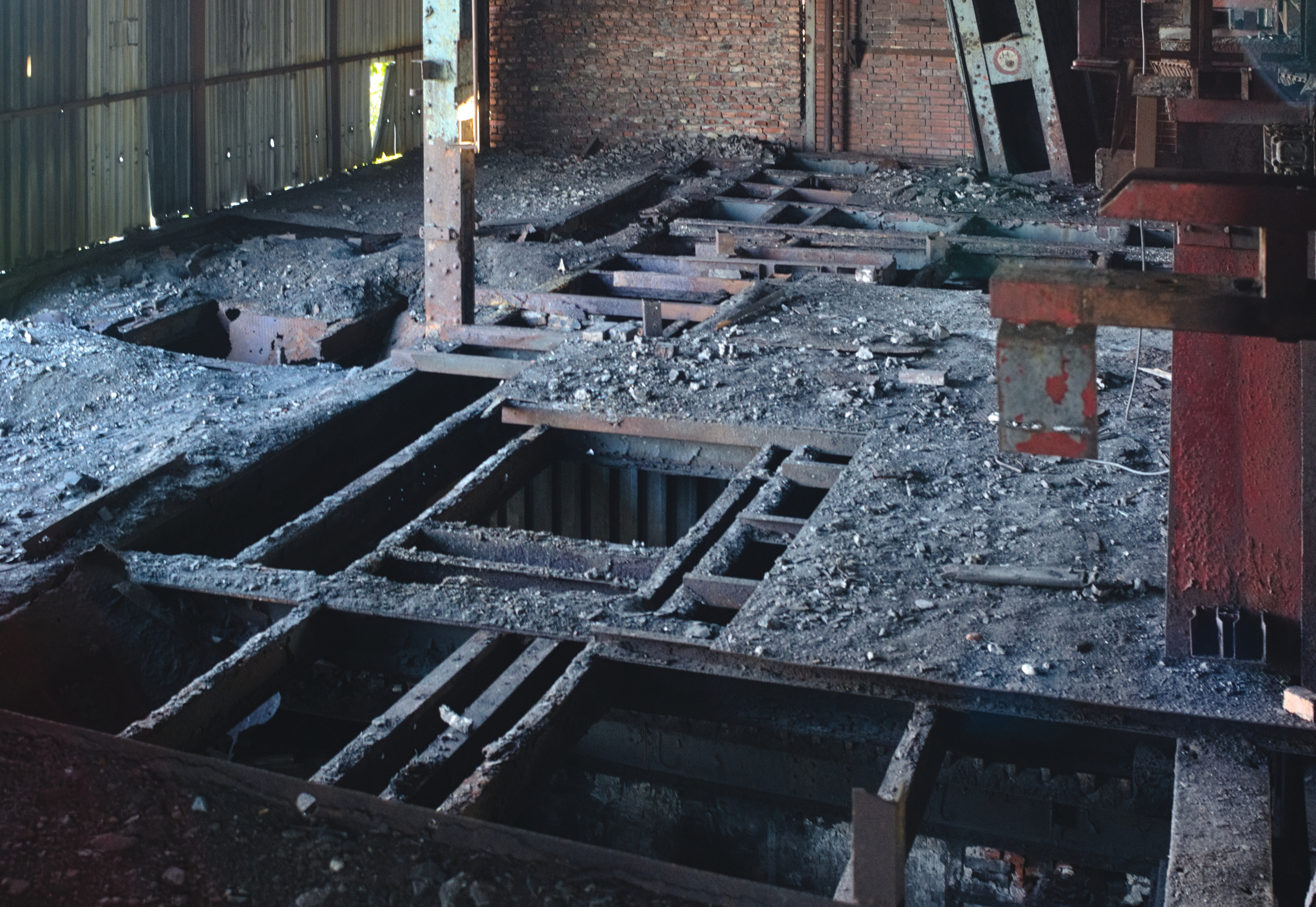
Podłoga jednego z poziomów otaczających trzon (2020)